# Viciria rhinoceros
Viciria rhinoceros is een spinnensoort in de taxonomische indeling van de springspinnen (Salticidae).
Het dier behoort tot het geslacht Viciria. De wetenschappelijke naam van de soort werd voor het eerst geldig gepubliceerd in 1894 door Hasselt.